# ایوب بن شرحبیل
ایوب بن شرحبیل (انگلیسی: Ayyub ibn Sharhabil) فرمانروای مصر در دوران خلافت اموی بود.